# ProOlomouc
ProOlomouc je regionální politické hnutí působící převážně v Olomouci. Předsedou hnutí je architekt Tomáš Pejpek.

## Účast ve volbách

### Volby do Zastupitelstva města Olomouc
Hnutí poprvé kandidovalo v komunálních volbách v roce 2014, kdy získalo 4,56 % hlasů a dva mandáty v zastupitelstvu. V komunálních volbách v roce 2018 skončilo hnutí ve volbách na druhém místě, když získalo 12,11 % hlasů a 6 zastupitelů města. Ve volbách do Zastupitelstva města Olomouce v roce 2022 kandidovalo hnutí společně s Českou pirátskou stranou. Se ziskem 15,48 % hlasů získala koalice celkem 8 mandátů, z nichž 5 připadlo hnutí ProOlomouc. Hnutí se stalo součástí vládní koalice a získalo dva náměstky primátora (Tomáše Pejpka a Kateřinu Dobrozemskou).

### Volby do Zastupitelstva Olomouckého kraje
Hnutí se rovněž účastnilo krajských voleb, v roce 2016 v rámci koalice „Starostové ProOlomoucký kraj“ (tj. hnutí STAN a ProOl) a v roce 2020 v rámci koalice „Spojenci – Koalice pro Olomoucký kraj“ (tj. KDU-ČSL, TOP 09, Zelení a ProOlomouc).
V krajských volbách v roce 2024 kandidovalo hnutí v Olomouckém kraji v koalici s Piráty a dalšími lokálními uskupeními, ale žádný mandát v zastupitelstvu nezískalo.